# Tarek Boukhemis
Tarek Boukhemis (né le 14 avril 1980) est un joueur de handball algérien. Il évolue au sein du JSE Skikda et de l'équipe nationale d'Algérie.
Il participe notamment au Championnat du monde 2015,

## Palmarès

### avec l'Équipe d'Algérie
Championnat du monde de handball
- 24e au championnat du monde 2015 ( Qatar)

Championnat d'Afrique
- Médaille d'or au championnat d'Afrique 2014 ( Algérie)

Autres
- Médaille d'bronze  aux Jeux africains de 2011